# Марк Шпиц
Марк Андрю Шпиц (на английски: Mark Andrew Spitz) е американски плувец, който на олимпийските игри през 1972 година в Мюнхен печели седем златни медала. Постижението е подобрено през 2008 от американския плувец Майкъл Фелпс, който печели осем златни медала на олимпийските игри в Китай.
На 22-годишна възраст той прекъсва спортната си кариера.
На 41 години пробва отново да пробие в плуването, като опитва да се класира на олимпийските игри през 1992 година в Барселона, но не успява.
Мисъл на Марк Шпиц: Ние всички обичаме да побеждаваме, но колко от нас обичат да тренират!?

## Рекорди
- 100 м свободен стил: 51,22 (1972, Световен рекорд)
- 200 м свободен стил: 1:52,78 (1972, Световен рекорд)
- 100 м бътерфлай: 54,27 (1972, Световен рекорд)
- 200 м бътерфлай: 2:00,70 (1972, Световен рекорд)
- Щафета:
  - 4×100 м свободен стил: 3:26,42 (1972, Световен рекорд)
  - 4×200 м свободен стил: 7:35,78 (1972, Световен рекорд)
  - 4×100 м смесена: 3:48,16 (1972, Световен рекорд)